# Поттер, Даррен
Да́ррен Майкл По́ттер (англ. Darren Michael Potter; родился 21 декабря 1984 года в Ливерпуле, Англия) — ирландский футболист, выступающий за «Транмир Роверс». Является воспитанником Футбольной Академии «Ливерпуля», играет на позиции полузащитника.

## Карьера
Даррен в детстве начинал играть за «Эвертон», оттуда перебрался в «Блэкберн Роверс», а затем перешёл в «Ливерпуль», Академию которого впоследствии и закончил. Дебют Поттера в первой команде состоялся летом 2004 года, когда он вышел на замену Стиву Финнану в матче Лиги чемпионов против австрийского «ГАКа». Ответный матч против этой команды Даррен начал в стартовом составе. В сезоне 2004/05 он принял участие в 10 матчах первого состава «красных», а в следующем году сыграл в предсезонных товарищеских матчах и нескольких отборочных раундах Лиги чемпионов.
31 августа 2005 года Поттер подписал новый трёхлетний контракт с клубом, а 26 января 2006 года отправился в аренду до конца сезона в «Саутгемптон». Было решено, что следующий сезон он проведёт в аренде в «Вулверхэмптоне», в январе 2007 года клубы договорились о том, чтобы соглашение игрока с «волками» стало постоянным.
Даррен Поттер играл за сборные Ирландии различных возрастов, приняв, в частности, участие в Молодёжном Чемпионате мира 2003 года. В 2007 году он дебютировал в первой сборной Ирландии, сыграв в матче против Эквадора.